# 서한 (고려)
서한(徐閈, ?~?)은 고려의 문신이다. 자는 인리(仁里), 이천 서씨(利川徐氏) 시조인 서신일(徐神逸)의 5세손이며, 대구 서씨 시조(始祖)이다. 할아버지는 내사령(內史令 - 종1품)을 지냈던 서희(徐熙), 아버지는 서주행(徐周行), 어머니는 초계 주씨(草溪周氏)이다.

## 생애
서한은 고려시대 때 조봉대부군기소윤(朝奉大夫軍器少尹 - 종4품) 관직을 지냈다. 시조로서 대구 서씨는 서한(徐閈)을 파조로 하는 소윤공파(少尹公派) 또는 경파(京派)라 하고, 달성 서씨는 서진(徐晉) 파조로 하는 판도공파(版圖公派) 또는 향파(鄕派)라 한다.
여러 대에 걸쳐 대구에 정착, 세거하였으므로 후손들이 대구(大丘)를 관향(貫鄕)으로 삼게 되었다.

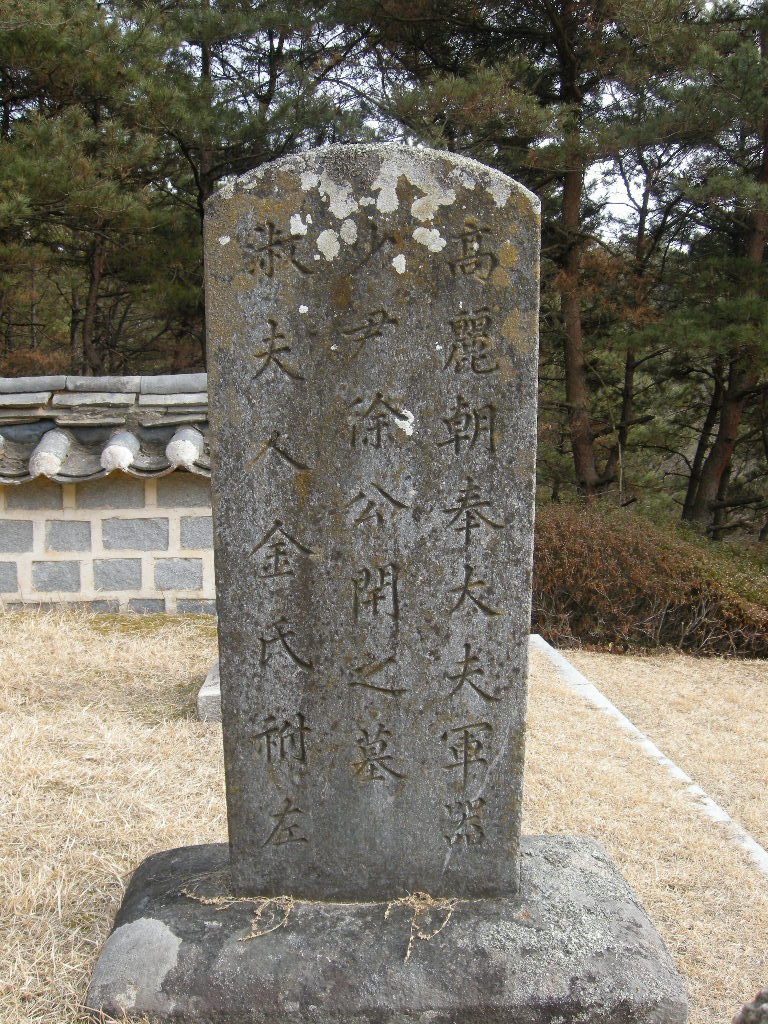
1614년(광해군 6년)에 세운 서한(徐閈) 구 묘비 - ‘高麗朝奉大夫軍器少尹徐公閈之墓 淑夫人金氏祔左‘(고려조봉대부군기소윤서공한지묘 숙부인김씨부좌)